# Marineo
Marineo ist eine Stadt der Metropolitanstadt Palermo in der Region Sizilien in Italien mit 6054 Einwohnern (Stand 31. Dezember 2023).

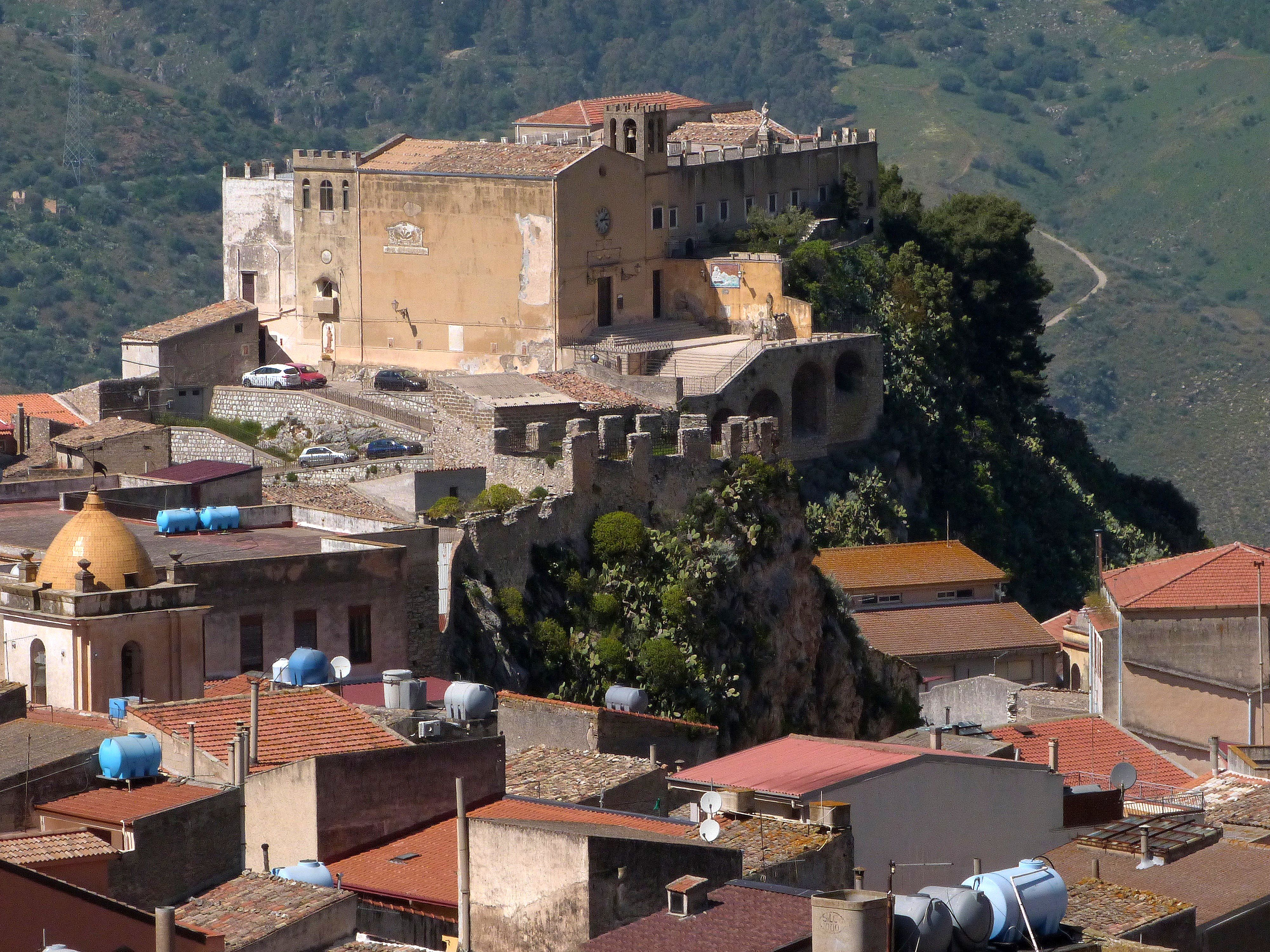
Marineo: Kastell

## Lage und Daten
Marineo liegt 33 km südlich von Palermo. Die Einwohner arbeiten hauptsächlich in der Landwirtschaft.
Die Nachbargemeinden sind Bolognetta, Cefalà Diana, Godrano, Mezzojuso, Misilmeri, Monreale, Santa Cristina Gela und Villafrati.

## Geschichte
Der heutige Ort wurde 1553 gegründet. 1559 wurde das Kastell neu erbaut.

## Sehenswürdigkeiten
- Kirche San Ciro aus dem 17. Jahrhundert
- Wallfahrtskirche Madonna della Dajna aus dem 18. Jahrhundert
- Kastell aus dem 16. Jahrhundert